# Beretta ARX-160
Beretta ARX-160 — итальянский автомат, созданный в рамках программы «Солдат будущего» (итал. Soldato Futuro). ARX-160 является элементом перспективного комплекса оснащения пехотинца, в который также входят электронно-оптический прицел и новый 40-мм подствольный гранатомёт GLX 160. Прицельный комплекс имеет дневной, ночной и обычный оптический каналы, лазерный дальномер и баллистический компьютер для гранатомёта.

## Конструкция
Автоматика ARX-160 основана на отводе пороховых газов из канала ствола, газовый поршень имеет короткий ход. Запирание осуществляется поворотом личинки затвора, с запиранием на семь боевых упоров. Справа и слева на зеркале затвора расположены экстракторы, любой из которых, в зависимости от выбранного режима, может выполнять функцию эжектора. Имеется затворная задержка. Двусторонний предохранитель-переводчик режимов огня обеспечивает возможность стрельбы одиночными и непрерывными очередями. Ствольная коробка (верхний ресивер) и корпус УСМ (нижний ресивер) выполнены из ударопрочного полимера. На ствольной коробке и цевье имеются планки Пикатинни. Складной пластиковый приклад может регулироваться по длине (5 позиций). Стандартный ствол длиной 406 мм может быть быстро заменён в полевых условиях на укороченный (305 мм) и усиленный 406-мм. По обеим сторонам ствольной коробки расположены окна гильзовыбрасывателя, переключения между которыми осуществляются с помощью нажатия острым твёрдым предметом (например, пулей) на поперечный штифт, находящийся в задней части ствольной коробки. В целях повышения удобства использования для крепления оружейного ремня имеется 6 различных антабок.

## Страны-эксплуатанты
- Албания: спецподразделения.
- Египет: спецназ. Модификация под патрон 7,62×39 мм.
- Италия: сухопутные войска и ВМС.
- Казахстан: армейский спецназ. Модификация калибра под патрон 7,62×39 мм[2]
- Мексика: федеральная полиция.
- Туркменистан: вооружённые силы.

## Варианты
- ARX-200 — марксманский вариант под патрон 7,62×51 мм НАТО.